# Ila Bêka
Ila Bêka (Latisana, 1967) è un artista e regista italiano.
L'intera opera di Ila Bêka & Louise Lemoine (16 film) è stata acquisita nel 2016 dal MoMA Museum of Modern Art di New York ed è entrata a far parte della sua collezione permanente. L'acquisizione dell'intera produzione di un artista ancora vivente ed attivo è un evento estremamente raro.

## Biografia
Laureato in architettura, si è diplomato allo IUAV di Venezia e all'École nationale supérieure d'architecture de Paris-Belleville studiando con Aldo Rossi, Manfredo Tafuri, Vittorio Gregotti, Massimo Cacciari, Bernardo Secchi, Ugo La Pietra e Henri Ciriani.
Come regista ha cominciato realizzando una serie di 168 microfilm per la Universal Studio, poi divenuti famosi anche come i Millimetraggi di Ila Bêka, con i quali ha vinto il Festival du Film Très Court di Parigi, il Premio Massimo Troisi e il festival Maremetraggio di Trieste.

In seguito ai Millimetraggi ha prodotto e realizzato una lunga serie di cortometraggi, fra cui I have seen my mother dancing in the clouds, vincitore del Torino Film Festival e selezionato dalla Academy Award di Los Angeles per partecipare agli Oscar come miglior cortometraggio italiano, In Utero, vincitore del Jameson Award per il migliore cortometraggio europeo e presentato in selezione ufficiale alla Semaine de la Critique del Festival di Cannes, e Buongiorno, vincitore di oltre 60 film festival internazionali.
Nel 2003 fonda la casa di produzione BekaFilms con la quale ha prodotto e diretto il suo primo lungometraggio Quodlibet, presentato in selezione ufficiale al Festival del film Locarno, oltre a altri numerosi documentari e video d'artista.
Dal 2005 collabora con Louise Lemoine, con la quale ha creato la piattaforma creativa e di ricerca Bêka&Partners.

Definiti dal New York Times “figure culto nel mondo dell'architettura europea”, Ila Bêka e Louise Lemoine concentrano la loro ricerca sulla sperimentazione di nuove forme narrative e cinematografiche legate all'architettura contemporanea e alla città.
Attraverso la loro opera mettono in discussione, attraverso uno sguardo soggettivo, dissacrante ed ironico, l'idealizzazione nella rappresentazione dell'architettura, esaltandone al contempo la vulnerabilità, la vitalità e la bellezza.

Koolhaas Houselife, realizzato nel 2008 e co-diretto da Louise Lemoine è stato acclamato dalla critica internazionale come “il film cult dell'architettura”.
Negli ultimi anni ha presentato i suoi film e tenuto delle conferenze sulla sua attività di ricerca presso alcune istituzioni culturali internazionali e prestigiose università come la Biennale di Venezia (2008, 2010, 2014), MoMA (New-York), Metropolitan Museum of Art (New-York), Centre Pompidou (Parigi), Palais de Tokyo (Parigi), Barbican Art Gallery (Londra), Canadian Centre for Architecture (Montréal), NAi (Rotterdam, NL), MAXXI (Roma), SALT (Istanbul), Harvard GSD e Architectural Association School of Architecture (Londra), Mextropoli (Mexico).

## Filmografia
- 2000: Millimetraggi (168 x 3min) - cortometraggio - Grand Prix al "Festival du Film Très Court de Paris"
- 2000: Colomba (2min) - cortometraggio - Miglior Film al Visionaria Film Festival - Premio Reciprocamente
- 2001: Colomba (2min) - cortometraggio - Miglior Film al Venice International Short Film Festival
- 2001: In Utero (11min) - cortometraggio - Selezione ufficiale alla Semaine de la Critique, al Festival di Cannes
- 2002: L'uomo dei numeri (5,30min) - documentario
- 2003: I have seen my mother dancing in the clouds (6min) - cortometraggio - Miglior cortometraggio al 21° Torino Film Festival
- 2004: Salome & the seven heads (6min) - videoinstallazione
- 2004: Trilogia del Giorno: Buongiorno (5min), Buonasera (5min), Buonanotte (5min) - cortometraggio - Menzione Speciale ai Nastri d'argento
- 2005: Quodlibet (84min) - lungometraggio - Selezione ufficiale alla 58ª edizione del Festival internazionale del film di Locarno
- 2005: Trilogia A Balare: Frassinetti (62min), Pilastro (61min), Italicus (60min) - documentario
- 2006: Passero sublime (9min) - videoinstallazione
- 2006: Mind scraping (5min) - videoinstallazione
- 2006: Contagion (5min) - videoinstallazione
- 2006: Reminiscenza onirica (5min) - videoinstallazione
- 2006: Ventre (5min) - videoinstallazione - miglior film al Festival Internazionale Cinema d'Arte di Milano
- 2007: Monsieur et Madame Pelletret (2 x 6min) - videoinstallazione
- 2007: Testamento della Memoria (38min) - documentario
- 2008: Koolhaas Houselife (58min) - documentario - Selezione ufficiale alla Biennale di Venezia, 8. Mostra Internazionale di Architettura
- 2010: Sound of Space (6min) - videoinstallazione
- 2010: Inside Piano: The Submarine (39min), The little Beaubourg (26min), The power of silence (34min) - documentario
- 2012: Fragments (33min) - videoinstallazione
- 2012: Natural Histories (11min) - videoinstallazione
- 2013: Pomerol, Herzog & de Meuron (51min) - documentario
- 2013: Xmas Meier (51min) - documentario
- 2013: Gehry's Vertigo, (48min) - documentario - Selezione ufficiale alla Biennale di Venezia, 10. Mostra Internazionale di Architettura
- 2013: Living Architectures Zip (60min) - documentario
- 2013: 25bis (46min) - documentario - commissionato da Fondazione Prada, Milano
- 2014: La Maddalena (12min) - videoinstallazione - Selezione ufficiale alla Biennale di Venezia, 14. Mostra Internazionale di Architettura
- 2014: La Maddalena Chair (25min) - videoinstallazione - Selezione ufficiale alla Biennale di Venezia, 14. Mostra Internazionale di Architettura
- 2014: Alfred, une nuit vénitienne (70min) - documentario
- 2014: 24 heures sur place (90min) - documentario - Premio Speciale della Giuria al 32° Torino Film Festival
- 2014: L'expérience du vide (45min) - documentario
- 2014: Barbicania (90min) - documentario - commissionato dalla Barbican Art Gallery - Barbican Centre, Londra
- 2015: The Infinite Happiness (85min) - documentario
- 2015: Spiriti (45 min: 15x3min circa) - videoinstallazione - commissionato da Fondazione Prada, Milano
- 2016: Voyage autour de la Lune (75min) - documentario
- 2016: Selling Dreams (24min + 12 min) - videoinstallazione - Selezione Ufficiale Oslo Triennale
- 2017: Moriyama-San (63 min) - documentario - Best Prize at Architecture Film Festival London
- 2019: Butohouse (63min) - documentario - International Premiere at DocAviv Film Festival.
- 2017/2019: Homo Urbanus (9 x 50 min) - videoinstallazione - Selezione Ufficiale Seoul Biennale and Agora Biennale in Bordeaux

## Insegnamento
- Nel 2019 insegna Diploma Unit "Homo Urbanus, Laboratory for Sensitive Observers" at AA School, Architectural Association School of Architecture in London.
- Nel 2019 insegna il corso "Voyage autour de ma chambre" alla HEAD, Haute École d'art et de design de Genève.
- Nel 2017 ha insegnato nel corso "The Emotion of Space" a Domaine de Boisbuchet à Lessac in Francia.
- Nel 2016 e 2015 ha insegnato il corso "Filming Architecture" con Marco Müller e Louise Lemoine alla AAM,  Accademia di Architettura di Mendrisio, in Svizzera.
- Nel 2014 e 2013 ha insegnato nel corso "Cinema & Architecture" alla GSAPP Columbia University per il New York/Paris program.

## Riconoscimenti
- MoMA Museum of Modern Art in New York: L'intera opera (16 film) di Ila Bêka & Louise Lemoine è stata acquistata per la collezione permanente.[1]
- CNAP, Centre National des Arts Plastiques: "Koolhaas Houselife" e "La Maddalena" sono stati acquistati per la collezione permanente.
- Premiato dalla rivista Metropolis (architecture magazine) come Game Changer 2015.[5]
- Artists in residence at Villa Kujoyama in Kyoto, Japan, 2018.
- Rome Prize Italian Fellow at American Academy in Rome (Ila Bêka), Italy, 2018.
- Selezionato dalla rivista Icon Design come uno dei 100 Talenti del 2017.
- Presentato dal Metropolitan Museum of Art di New-York come uno dei “Most exciting and critical design project of the year 2016”.

## Premi
- Special Jury Prize at 32nd Torino Film Festival: "24 Heures sur Place" by Ila Bêka & Louise Lemoine.
- Best Film at Architecture Film Festival London: "Moriyama-San"
- Best Film at Arquiteturas Film Festival Lisboa: "Moriyama-San"
- Best Prize, Arqfilmfest, Santiago, Chile, 2018: "Moriyama-San"
- Best Prize, FILAF D’OR, Festival International du Livre d’Art et du Film, Perpignan, 2018: "Moriyama-San"
- Best Prize, FIFAAC, Bègles, France
- Best Architecture Documentaries for the film collection Living Architectures by the festival ArchFilmLund, 2013.
- Best International Short Film at 21 Torino Film Festival for "I have seen my mother dancing in the clouds"
- Best Film at Festival du Film Très Court de Paris: "Millimetraggi".
- Best Film at Visionaria International Film Festival in Siena: "Colomba".
- Best Film at Venice International Short Film Festival in Venice: "Colomba".
- Best Film at Jameson Award for "In Utero".
- Best Film at Premio Troisi festival for "Millimetraggi".
- Best Film at Festival Internazionale Cinema d'Arte di Milano: "Ventre".
- Best Film at Premio Troisi festival for "Buongiorno".
- Best Film at Maremetraggio Festival for "Millimetraggi".
- Best Film at Interfilm Berlin Film Festival Festival for "Buongiorno".
- Special Prize of the Jury at Festival Sobra Arte 2015 (Lisbon): "La Maddalena".
- Special Mention at Nastri d'argento, Italy: "Buongiorno".

## Libri-DVD pubblicati
- Ila Bêka e Louise Lemoine, Koolhaas Houselife, 2008, ISBN 978-88-903602-0-6.
- Ila Bêka e Louise Lemoine, Koolhaas Houselife, 2013, ISBN 979-10-92194-00-5.[6].
- Ila Bêka e Louise Lemoine, Pomerol, Herzog & de Meuron, 2013, ISBN 979-10-92194-01-2.[7].
- Ila Bêka e Louise Lemoine, Jubilee Church/Xmas Meier, 2013, ISBN 979-10-92194-02-9.[8].
- Ila Bêka e Louise Lemoine, Gehry's Vertigo, 2013, ISBN 979-10-92194-03-6.[9].
- Ila Bêka e Louise Lemoine, Inside Piano, 2013, ISBN 979-10-92194-04-3.[10] 2013, ISBN 979-1-09-219404-3.
- Ila Bêka e Louise Lemoine, Living Architectures, 2013, ISBN 979-10-92194-05-0.